# Marsdenia astephanoides
Marsdenia astephanoides là một loài thực vật có hoa trong họ La bố ma. Loài này được (A. Gray) Woodson mô tả khoa học đầu tiên năm 1944.